# Carentan-les-Marais
Carentan-les-Marais è un comune francese del dipartimento della Manica in Normandia. È stato istituito il 1º gennaio 2016 a seguito della fusione dei comuni di Carentan (sede comunale), Angoville-au-Plain, Houesville e Saint-Côme-du-Mont. Successivamente si unirono altri ex comuni: il 1º gennaio 2017 Brévands, Les Veys e Saint-Pellerin; il 1º gennaio 2019 Brucheville, Catz, Montmartin-en-Graignes, Saint-Hilaire-Petitville e Vierville.

## Storia

### Simboli
Carentan-les-Marais ha adottato lo stemma del vecchio comune di Carentan.